# Perfectly Defect
Perfectly Defect — студійний альбом норвезького дарк-ембієнт гурту Mortiis. Реліз альбому відбувся 2010 року під лейблом Omnipresence Productions. Альбом складається з восьми англомовних композицій. 

## Список композицій
| #     | Назва                                           | Тривалість |
| ----- | ----------------------------------------------- | ---------- |
| 1.    | «Closer to the End»                             | 04:54      |
| 2.    | «Perfectly Defect»                              | 05:07      |
| 3.    | «Sensation of Guilt»                            | 06:16      |
| 4.    | «Sole Defeat» (інструментальний трек)           | 05:34      |
| 5.    | «Thieving Bastards»                             | 04:16      |
| 6.    | «Halo of Arms» (інструментальний трек)          | 05:19      |
| 7.    | «Impossible to Believe» (інструментальний трек) | 03:24      |
| 8.    | «This Absolution»                               | 05:56      |
| 40:48 |                                                 |            |